# 판문점 도끼 만행 사건
판문점 도끼 만행 사건(한국 한자: 板門店 도끼 蠻行事件)은 1976년 8월 18일 판문점 인근 공동경비구역 내에서 조선인민군 군인 30여명이 도끼를 휘둘러 미루나무 가지치기 작업을 감독하던 주한 미군 장교 2명을 살해하고 주한 미군 및 대한민국 국군 병력 절대다수에게 피해를 입힌 사건으로 판문점 사건, 판문점 도끼 살인 사건(영어: Korean axe murder incident), 판문점 도끼 만행, 판문점 미군 테러 사건, 8·18 도끼 만행, 8·18 사태 등으로도 불린다.

## 사건의 발생

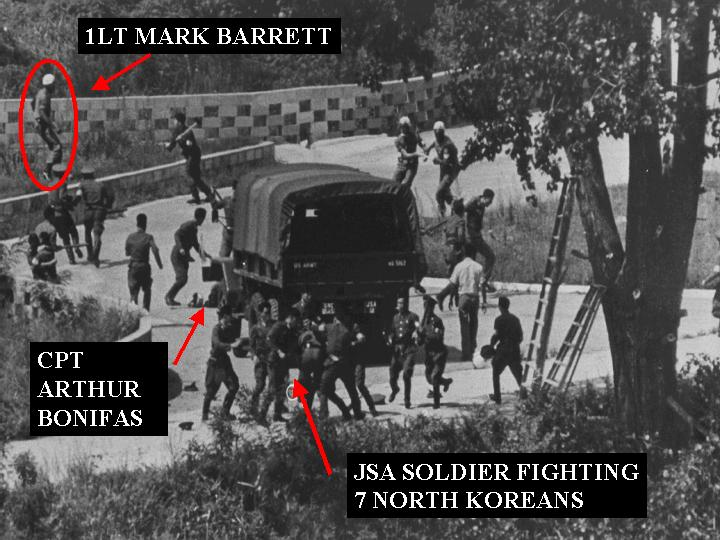
사건 당시의 모습.
이 사진에 마크 배럿 중위는 찍혀 있지 않다 [배럿 중위로 표시된 사람은 진 비클리(Gene Bickley) 하사이다

문제의 미루나무는 당시 공동경비구역에서 25년생 15m 높이의 나무로서 대한민국과 북한 양측이 상대방을 감시하기 위한 시계확보에 지장을 주고 있었다.
유엔군 측 주한 미군은 판문점 공동경비구역 안의 제5관측소에서 제3초소와 비무장지대를 관측하는 임무를 수행하고 있었으나 북한 3개 초소에 둘러싸인 제3초소 부근에 미루나무 가지가 무성하게 자라있어 이를 제대로 관측할 수가 없었다.
1976년 8월 18일 오전 10시경 주한 미군 경비중대장 아서 조지 보니파스(Arthur George Bonifas, 1943년 4월 22일생) 대위를 위시하여 소대장 마크 토머스 배럿(Mark Thomas Barrett, 1951년 6월 9일생) 중위 등 2명과 부사관과 병4명, 대한민국 국군 장교 1명과 부사관과 병 4명 등 11명은 판문점 공동경비구역 안의 '돌아오지 않는 다리' 남쪽 유엔군측 제3초소 부근에서 시야를 가린 미루나무의 전지작업을 하는 대한민국 노무자 5명의 작업을 감독·경비하고 있었다.
그 때 조선인민군 박철 중위와 다른 장교 1명, 그리고 15명의 부사관과 병이 나타나 작업 중지를 요구하였지만 미루나무의 위치가 유엔군 측의 관할에 속했기에 보수작업을 하는데 문제가 없다고 판단한 보니파스 대위는 경비중대장 직권으로 작업을 계속 지시하였다. 
인근 초소의 인민군 부사관과 병 20여명은 경비 병력을 요청받고 트럭을 이용하여 도착했고 박철 중위의 작업 중지 재요구를 보니파스 대위가 거부하자 박철의 공격명령에 따라 인민군 부사관과 병들은 트럭에 실어 가지고 온 곡괭이, 몽둥이와 함께 노동자들이 작업에 쓰려고 가져왔던 도끼 등을 빼앗아 휘두르며 기습하였다. 
이들은 유엔군측 지휘관과 장병들에게 집중 공격을 가하여 경비중대장 아서 보니파스 대위와 마크 배럿 중위가 이마에 중상을 입고 이송 중 사망했고 주한 미군 부사관과 병 4명, 국군 장교와 부사관과 병 4명 등이 중경상을 입었으며 유엔군 트럭 3대가 파손되었다.

## 대한민국과 미국의 대응

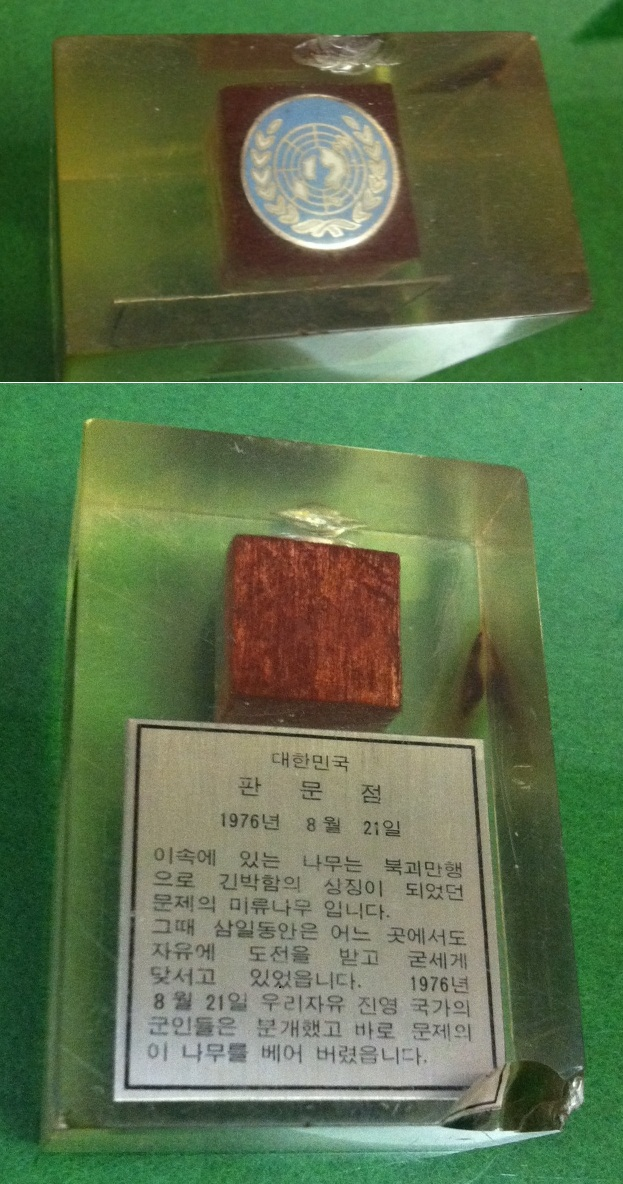
폴 버니언 작전 후 잘린 나무조각을 담은 기념품

사건이 발생하자 미국 백악관에서는 워싱턴 특별 대책반이 소집되었으며 미국 국무부과 함께 "이 사건의 결과로 빚어지는 어떠한 사태에 대해서도 그 책임은 북한에 있다"는 공동성명을 당일에 발표하였다. 

### 폴 버니언 작전 (Operation Paul Bunyan)
또한 제럴드 포드 미국 대통령의 명령에 따라 리처드 스틸웰 주한미군 사령관은 문제의 미루나무를 베고 공동경비구역 내에 조선인민군이 설치한 불법 방벽(防壁; 바리케이드 등)을 제거하기 위한 폴 버니언 작전(Operation Paul Bunyan: 미국 전설에 등장하는 거구의 나무꾼 폴 버니언에서 따온 작전명)을 기본으로 F-4, F-111, B-52 폭격기, 미드웨이 항공모함 등을 동원하는 대규모 무력 시위 계획을 수립하였고 전투준비태세인 데프콘 3이 발령되었다.
폴 버니언 작전 당시 유엔군은 데프콘 2(공격준비태세)를 발령했고 미국 본토에서 핵무기 탑재가 가능한 F-111전투기 20대가 한반도로 긴급 파견되었으며 괌에서는 B-52 폭격기 3대, 오키나와 카데나 미공군기지에서 이륙한 F-4 24대가 한반도 상공을 선회하였다. 
또한 함재기 65대를 탑재한 미국 해군 제7함대 소속 항공모함 미드웨이호가 순양함 등의 중무장한 호위함 5척을 거느리고 동해를 북상하여 한국 해역 인근에 배치되었다.
대한민국은 박정희 대통령의 지시로 육군특수전사령부 제1공수특전여단 김종헌(金鍾憲) 소령을 지휘관으로 하고 64인의 특전사 대원들로 구성된 결사대가 편성되어 보복작전이 실시됐다.
화기 없이 곤봉으로 무장을 하며 태권도 유단자들 투입을 예상했으나 M16 소총, 수류탄, 크레모아 등을 트럭에 숨기고 카투사로 위장한 64명의 특전사 요원들은 공동경비구역 내에서의 폴 버니언 작전에 투입되어 조선인민군 초소 4개를 파괴하였다.
조선인민군이 이에 무력 대응할 경우엔 과감히 사살하여 보복을 완료한다는 계획이었으나 오히려 조선인민군은 이에 대응하지 않고 물러서면서 더 이상의 무력 사태는 일어나지 않았다.

## 결과

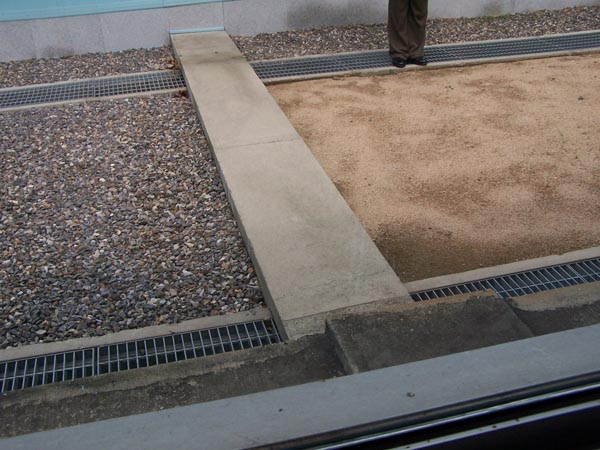
판문점 내 남북 경계

폴 버니언 작전 종결 후 북한은 긴급 수석대표회의를 요청하여 주석 직에 있던 김일성의 '유감성명'을 전달했고 처음에 미국은 북한의 유감성명이 잘못을 인정한 것이 아니라며 받아들이기를 거부하다가 24시간만에 태도를 바꿔 이를 수락했으며 이후 희생자인 아서 보니파스 대위와 마크 배럿 중위는 1계급 특진 추서되었다. 
그러나 북한은 1년 반 동안이나 준전시상태를 풀지 않았고 대한민국도 북한을 강력하게 비판하는 등 사건의 파문은 쉽게 가라앉지 않았으며 이후 사건 당사자인 미국이 빠진 상태에서 대한민국과 북한 간의 군사적 긴장상태가 지속되었다. 
그 후 판문점 내의 공동경비구역에서도 경계가 설정되었고 경계 밖 상대 지역에 존재하던 초소는 철거되었으며 콘크리트 단으로 경계를 표시하였다. 
그리고 사건 10주년인 1986년 8월 18일 근처에 있는 캠프 키티호크(Camp Kitty Hawk)가 사망한 보니파스 대위를 기려 캠프 보니파스로 명칭을 변경했다.

## 관련 미디어
- 꼬리에 꼬리를 무는 그날 이야기

## 같이 보기
- 푸에블로호 피랍 사건